# Muntsa Moral Vinyoles
Muntsa Moral Vinyoles   (Barcelona, 11 de novembre de 1984) és vocalista i cantautora catalana, que forma part de l'actual escena de cançó en llengua catalana. Moral ha editat dos treballs discogràfics amb Música Global del grup infantil La Cuca Viu i amb Segell Microscopi, l'àlbum Meandres de VorAigua amb Paul Perera al Piano.
També ha publicat un llibre de poemes anomenat Tanta nit volguda a Llengua Nacional

## Discografia
- 2009: Les bruixes es pentinen (Maqueta) Autoedició
- 2014: Gipsy Krokets Quartet (Maqueta) Autoedició
- 2018: On és la sargantana (Música Global) La Cuca Viu
- 2021: Meandres (Segell Microscopi)

## Poesia
- 2015: Tanta nit volguda (Llengua Nacional) amb il·lustracions d'Ignasi Blanch